# Carla Bruni
Carla Bruni, all'anagrafe Carla Gilberta Bruni Tedeschi, in seguito al matrimonio con Nicolas Sarkozy conosciuta anche come Carla Bruni-Sarkozy (Torino, 23 dicembre 1967), è una cantautrice, attrice e supermodella italiana naturalizzata francese, già Première dame di Francia.
Residente in Francia dall'età di sette anni, ha intrapreso la carriera da modella tra il 1987 e il 1998, scoperta dal noto agente di modelle Piero Piazzi, sfilando per importanti case di moda, in particolare Versace, per poi dedicarsi alla musica come cantautrice. Ha scritto diversi brani dell'album Si j'étais elle di Julien Clerc nel 2000, e ha pubblicato il suo primo album, Quelqu'un m'a dit nel 2002. Ha vinto, due anni dopo, la Victoires de la musique come artista musicale femminile dell'anno. Nel 2007, ha pubblicato il suo secondo album, No Promises, poi Comme si de rien n'était nel 2008, Little French Songs nel 2013, A l'Olympia nel 2014 (live) e French Touch nel 2017.
Dal 2008 è la terza moglie dell'ex presidente della Repubblica francese Nicolas Sarkozy, dal quale ha avuto una figlia, Giulia, il 19 ottobre 2011. Secondo la rivista Forbes è stata nel 2010 al 35º posto nella lista delle donne più potenti del mondo. Impegnata nel sociale, nel 2009 ha creato la Fondation Carla Bruni-Sarkozy per promuovere l'accesso alla cultura e alla conoscenza a tutti.

## Biografia
Naturalizzata francese, è figlia della pianista e attrice Marisa Borini e figlia legale dell'industriale e compositore Alberto Bruni Tedeschi; è sorella dell'attrice Valeria Bruni Tedeschi e cugina di secondo grado della ballerina e attrice Alessandra Martines. Aveva anche un fratello maggiore, Virginio, marinaio e fotografo, morto nel 2006 a 47 anni per complicazioni dovute all'HIV/AIDS, a cui sono dedicati la Fondation Virginio Bruni Tedeschi, e il Trophée Virginio, e al quale la Bruni ha dedicato la canzone Salut marin contenuta nell'album Comme si de rien n'était.
I Bruni Tedeschi hanno origini ebraiche e fu il nonno Virginio Tedeschi ad adottare il doppio cognome in seguito al matrimonio con la cattolica Orsola Bruni. In Italia la famiglia viveva nel Castello di Castagneto Po, venduto nel 2009 da Carla, dalla sorella Valeria Bruni Tedeschi e dalla madre delle due, Marisa Borini, per 17,5 milioni di euro al principe saudita Al-Walid bin Talal.
Il nonno della Bruni, Virginio Tedeschi, aveva fondato negli anni venti la CEAT, la seconda industria italiana della gomma dopo la Pirelli, poi venduta dal padre Alberto a metà degli anni settanta. Dopo il trasferimento a Parigi, il padre si dedica all'attività di compositore, fino a diventare direttore artistico del Teatro Regio di Torino.
Tra la fine del 2007 e l'inizio del 2008, l'imprenditore torinese Maurizio Remmert ha dichiarato essere il padre biologico di Carla Bruni. La cosa era nota ed accettata anche da Alberto Bruni Tedeschi. Lo stesso Remmert è stato invitato numerose volte all'Eliseo in occasione di feste famigliari e private, comparendo spesso al fianco di Carla Bruni e del marito Sarkozy, che si sono anche recati a visitarlo in Brasile. Attraverso suo padre biologico Carla Bruni ha una sorellastra, Consuelo Remmert, che frequenta regolarmente e che per un breve periodo ha lavorato come stagista dell'Eliseo. La scoperta del padre biologico per Carla Bruni è avvenuta dopo la morte del padre legale nel 1996, ed è il momento centrale del film biografico È più facile per un cammello... che nel 2002 Valeria Bruni Tedeschi ha girato ispirandosi alla storia della sorella.
Dopo gli studi presso scuole private in Svizzera, Carla Bruni ritorna in Francia per iscriversi alla Facoltà di Architettura alla Sorbona, che però lascia a 19 anni per diventare una modella a tempo pieno. Negli anni novanta diventa una delle modelle più pagate al mondo, arrivando a guadagnare 7,5 milioni di dollari all'anno e lavorando con numerose case di moda, tra le quali Christian Dior, Paco Rabanne, Sonia Rykiel, Christian Lacroix, Karl Lagerfeld, John Galliano, Yves Saint-Laurent, Chanel, Versace.
Per un periodo la Bruni vive presso Jean-Paul Enthoven e a un certo punto si innamora di suo figlio, il professore di filosofia Raphaël Enthoven, e avvia una relazione con lui; a quel tempo, Raphaël era sposato con la romanziera Justine Lévy, figlia del filosofo Bernard-Henri Lévy. Questa relazione, con la conseguente fine del proprio matrimonio, ispira alla Lévy il libro Rien de grave, nel quale la scrittrice fa un ritratto al vetriolo del personaggio "Paula", la modella "imbellita chirurgicamente" che ruba il marito alla protagonista, descrivendola come una "mantide" e una "sanguisuga con un sorriso da Terminator". Da Raphaël Enthoven la Bruni ha avuto nel 2001 un figlio, Aurélien; allo stesso Raphaël ha dedicato la canzone Raphaël, contenuta nel suo primo album Quelqu'un m'a dit.
Nel 1998 esce dal mondo della moda per dedicarsi a un'altra sua passione, la musica. Nel 2000 compone i testi di alcune canzoni dell'album Si j'étais elle di Julien Clerc. Comincia la sua carriera solista nel 2002, pubblicando l'album Quelqu'un m'a dit, uscito in Italia l'anno dopo. Il disco ottiene un grande successo di critica e di vendite, soprattutto in Francia. Nel 2003 è invitata al Festival di Sanremo come ospite. Lo stesso anno vince il Prix Raoul-Breton e nel 2004 vince il premio Victoires de la musique come artista femminile dell'anno.
Il 15 gennaio 2007 esce in tutta Europa il suo secondo album No Promises, interamente cantato in inglese. Da ottobre del 2007 e di nuovo nel 2008 Carla Bruni è testimonial pubblicitario della Lancia Musa in due spot televisivi. Il 16 dicembre 2007 la stampa francese rende pubblica la sua relazione con il Presidente della Repubblica francese Nicolas Sarkozy, da poco separato dalla moglie Cécilia Attias: i due si erano conosciuti nel novembre 2007 a una cena da Jacques Séguéla. La coppia si sposa il 2 febbraio 2008 al Palazzo dell'Eliseo, con una breve cerimonia in forma civile; le sue due testimoni sono Farida Khelfa e Marine Delterme.
L'11 luglio 2008 esce il suo terzo album Comme si de rien n'était, cantato interamente in francese, con l'eccezione di due cover: You Belong to Me, vecchia canzone del 1952 di Pee Wee King, Redd Stewart e Chilton Price, portata al successo da Jo Stafford, e Il vecchio e il bambino di Francesco Guccini. Il ricavato delle vendite dell'album è devoluto in beneficenza.
Il 1º dicembre 2008, Carla Bruni-Sarkozy è nominata ambassadrice mondiale pour la protection des mères et des enfants contre le SIDA presso il Fondo mondiale, l'UNICEF e l'ONUSIDA. Il 23 aprile 2009 crea una fondazione col proprio nome: la Fondation Carla Bruni-Sarkozy per promuovere l'accesso al sapere e alla conoscenza verso i gruppi svantaggiati. Il 19 maggio 2010, lancia la campagna internazionale Born HIV Free, per sensibilizzare l'opinione pubblica circa la possibilità di eliminare la trasmissione del virus HIV da madre a figlio entro il 2015.
Nel 2010, viene fatta oggetto di insulti e incitazioni a ucciderla, in Iran, da parte del quotidiano ultraconservatore Kayhan, diretto da Hossein Shariatmadari, per la sua campagna a favore di Sakineh Mohammadi Ashtiani, condannata alla lapidazione per adulterio e omicidio.
Dai primi di maggio del 2011 iniziano a girare voci della sua presunta gravidanza gemellare, notizia successivamente smentita dalla stessa Bruni, la quale annuncia ufficialmente il 17 maggio 2011 di aspettare un figlio dal presidente francese Nicolas Sarkozy. Il 19 ottobre dello stesso anno viene data notizia dagli stessi genitori della nascita di Giulia.
Nel gennaio del 2013 Carla Bruni torna sulle scene musicali e pubblica il suo primo singolo intitolato Chez Keith et Anita, che anticipa l'uscita del suo quarto album in studio intitolato Little French Songs. Per presentare questo lavoro, il 13 febbraio partecipa come ospite alla seconda serata del Festival di Sanremo, condotto da Fabio Fazio. Tra i brani, oltre a Chez Keith et Anita, che cita Keith Richards e Anita Pallenberg, ci sono Mon Raymond dedicata al marito Nicolas Sarkozy, e Dolce Francia, adattamento in italiano della canzone di Charles Trenet Douce France.
Il 22 settembre 2017 torna eccezionalmente in passerella alla settimana della moda di Milano per rendere omaggio a Gianni Versace nel ventennale della sua scomparsa, insieme alle colleghe Naomi Campbell, Claudia Schiffer, Cindy Crawford e Helena Christensen.
Il 21 agosto 2019 riceve il premio Dalida, che le viene consegnato dal presidente della regione Calabria Mario Oliverio durante una serata presso il Teatro "Dalida" in fase di costruzione a Serrastretta, città natale dei genitori della cantante italo-francese, dove presenziano Cristiano Malgioglio e Barbara D'Urso. La Bruni, sebbene non presente fisicamente, interviene attraverso un videomessaggio in cui, commossa, dichiara: "Per me ricevere il Premio Dalida è un onore immenso. Io ho sempre adorato Dalida. Adoravo la sua voce, adoravo il suo viso, adoravo le sue canzoni e adoravo anche la sua malinconia".

## Opinioni politiche
In occasione delle elezioni presidenziali in Francia del 2007, Carla Bruni, non avendo (ancora) la cittadinanza francese, non poté votare. Tuttavia a Le Nouvel Observateur affermò: «La Royal veramente non mi piace, ma voterei sempre a sinistra, come han sempre fatto i miei genitori».
Nel gennaio del 2011 dichiarò a Le Parisien: «"Ho fatto parte di una comunità di artisti. Eravamo bohémien, eravamo di sinistra, ma in quel periodo io votavo in Italia. Non ho mai votato per la sinistra in Francia e, vi dirò, non è adesso che comincerò a farlo. Non mi sento più veramente di sinistra. Ci sono stati alcuni fatti, alcuni commenti, in particolare sull'affare Polanski-Mitterrand. Ho sentito leader socialisti dire la stessa cosa di quelli del Fronte Nazionale. Sono rimasta davvero scioccata».
Nel maggio del 2011, intervistata ancora da Le Parisien, affermò: «Anzitutto, io sono sarkozista [...] Sono ultra-sarkozista... Non sono più assolutamente, assolutamente di sinistra».

## Rapporto con l'Italia

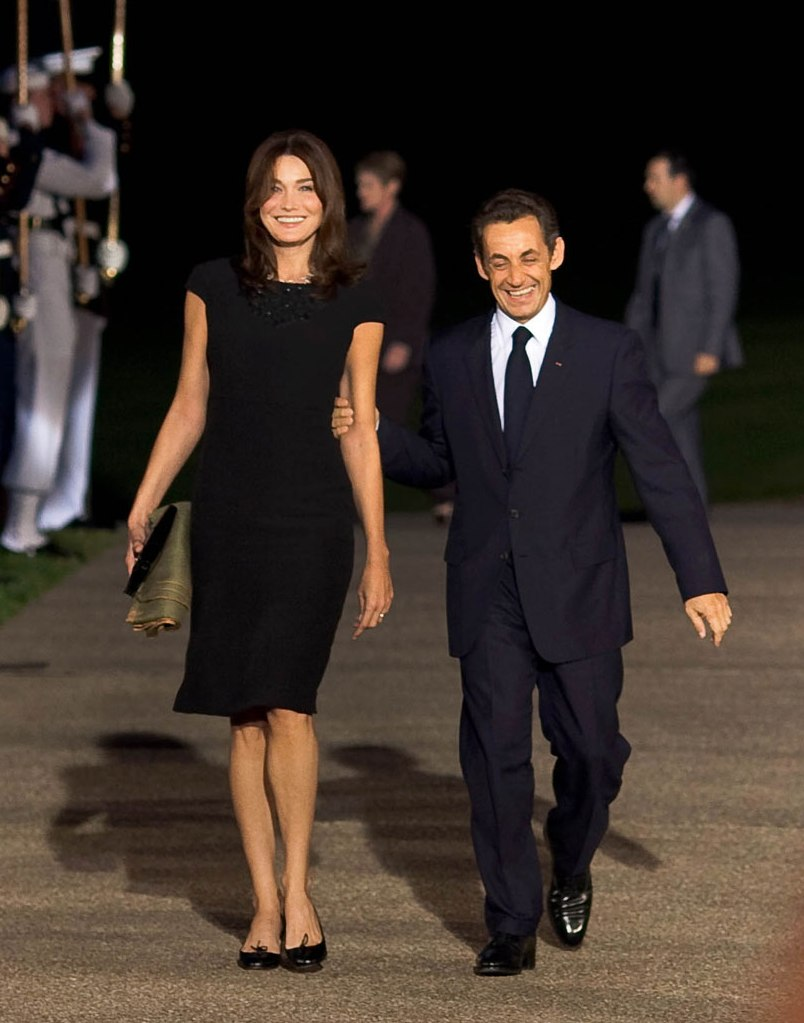
Carla Bruni con il marito Nicolas Sarkozy nel 2009

Benché italiana di nascita e da sempre legata alla cultura italiana (nel 2006 ad esempio ha consegnato la bandiera italiana per l'alzabandiera durante la cerimonia di apertura delle Olimpiadi invernali di Torino, città a cui è da sempre legata e nella quale ritorna spesso), alcune sue dichiarazioni le hanno portato alcune critiche da parte di alcuni politici italiani:
- Secondo il Time si sarebbe impegnata attivamente[30] per impedire l'estradizione dalla Francia all'Italia della brigatista Marina Petrella, già condannata in Italia all'ergastolo per l'omicidio di un agente di polizia, tentato sequestro e tentato omicidio, sequestro di un magistrato, rapina a mano armata e vari attentati.
- In un'intervista al Journal du Dimanche dell'8 novembre 2008,[31] nel quale parlava di uguaglianza (nei confronti delle donne) e di un episodio di razzismo nei confronti di Naomi Campbell, concludeva dicendo: «Quella era l'America nel 1992! Quindi l'arrivo di Obama è ovviamente una gioia immensa. Per me, per tutti coloro che amano l'America. Per tutti i francesi, tra cui uno di loro che conosco abbastanza bene. So quanto siamo tutti pieni di speranza, pieni di aspettative. Al contrario, quando sento Silvio Berlusconi prendere l'evento alla leggera e scherzare sul fatto che Obama è 'sempre abbronzato', mi fa strano. Lo si metterà sull'umorismo [...] Ma spesso, sono molto felice di essere diventata francese!», commentando la dichiarazione del Presidente del Consiglio italiano Silvio Berlusconi sul neoeletto presidente degli Stati Uniti d'America, Barack Obama: «Obama è giovane, bello e anche abbronzato».[32]
- Secondo la stampa brasiliana, è intervenuta presso il Ministro della Giustizia brasiliano (che ha confermato) a favore della decisione di concedere asilo politico all'ex-terrorista Cesare Battisti[33] la notizia è stata pubblicamente smentita nella trasmissione Che tempo che fa del 25 gennaio 2009.[34][35]
- Sempre durante la succitata trasmissione ha precisato di avere doppia cittadinanza, italiana e francese, la seconda ottenuta per matrimonio[N 3], smentendo una sua precedente affermazione durante un'intervista da parte di una TV statunitense.

## Discografia

### Album in studio
- 2002 – Quelqu'un m'a dit
- 2007 – No Promises
- 2008 – Comme si de rien n'était
- 2013 – Little French Songs
- 2017 – French Touch
- 2020 – Carla Bruni

### Album dal vivo
- 2014 – A l'Olympia

### Raccolte
- 2020 – Best of

## Filmografia parziale

### Film
- Prêt-à-Porter (Prêt-à-Porter), regia di Robert Altman (1994)
- Catwalk (inedito in Italia); Documentario, regia di Robert Leacock (1995)
- Sbottonate (Unzipped); Documentario, regia di Douglas Keeve (1995)
- Paparazzi, regia di Alain Berbérian (1998)
- Midnight in Paris (Midnight in Paris), regia di Woody Allen (2011)
- Asesinato en el Hormiguero Express (inedito in Italia); Cortometraggio, regia di Pablo Motos e Jorge Salvador (2018)

### Colonne sonore

#### Cinema
- Le Divorce - Americane a Parigi (Le Divorce), regia di James Ivory (2003), con il brano Quelqu'un m'a dit
- In the city (2003), con il brano Tout le monde
- Conversations with Other Women, regia di Hans Canosa (2005), con i brani Le Plus Beau du Quartier, J'en connais e L'excessive
- La casa sul lago del tempo (The Lake), regia di Alejandro Agresti (2006), con il brano La Noyée
- (500) giorni insieme ((500) Days of Summer), regia di Marc Webb (2009), con il brano Quelqu'un m'a dit

#### Televisione
- Colors en sèrie - serie TV, episodio 1x8 (2007), con il brano Quelqu'un m'a dit
- The L Word - serie TV, episodio 5x12 (2008), con il brano Ballade at Thirty-Five
- Skins - serie TV, episodio 3x5, con il brano Le Ciel dans une chambre
- Chuck - serie TV, episodio 3x5, con il brano L'Amoureuse
- Puzzled Love - serie TV, con il brano Tout le monde

## Riconoscimenti
- Prix Raoul-Breton
  - 2003 – premiata
- Victoires de la musique
  - 2004 – premiata come artista femminile dell'anno
- Premio Dalida
  - 2019 – premiata[26]

## Citazioni e omaggi
- Il personaggio di Carla Bruni appare, insieme con il marito Nicolas Sarkozy, ne I Simpson nell'episodio Il diavolo veste nada. Viene inoltre citata nell'episodio Rubare la prima base da Michelle Obama.
- È anche citata nella serie televisiva sud-coreana Boys Over Flowers.
- È protagonista della canzone Meno male del cantante italiano Simone Cristicchi, presentata al Festival di Sanremo 2010.
- È anche citata della serie televisiva americana Emily in paris, nell’episodio 4 della quarta stagione.